# 嵴腹脂鯉
嵴腹脂鯉，為輻鰭魚綱脂鯉目脂鯉科的一個種。

## 分布
本魚分布於南美洲巴西南部、阿根廷、烏拉圭的溪流中。

## 特徵
本魚背鰭和臀鰭寬大，逐漸延長成黑色鰭條，雄魚更為明顯。身體顏色為銀色，從魚體中部開始有一條較黑的條紋貫穿至尾鰭基部。尾鰭是深裂狀，鰭葉尖端為黑色。體長約6.2公分。

## 生態
本魚棲息淡水溪流中，性情溫和，屬雜食性，捕食蠕蟲、小型甲殼動物與昆蟲。 

## 經濟利用
為觀賞性魚類，飼養時需要大的空間和植物，產卵前，雄魚會頭朝下圍繞雌魚跳舞。